# Садрон, Шарль
Шарль Садрон (фр. Charles Sadron) (родился в 1902 г. в Клюи, умер в 1993 г. в Орлеане) — французский физикохимик, специалист по биологическим макромолекулам.

## Биография
Ш. Садрон был профессором на факультете естественных наук университета Страсбурга. В 1945 году основал Центр исследований макромолекулярной физики (Centre d’Étude de Physique Macromoléculaire), в 1954 году переименованный в Центр изучения макромолекул (CRM), директором которого он оставался до 1967 года. С 1961 по 1967 год возглавлял кафедру биофизики в Национальном музее естественной истории в Париже. В 1967 году стал руководить центром молекулярной биофизики в Орлеане. С 1960 по 1968 год был президентом Рационалистского союза.

## Награды
- первый лауреат премии Хольвека, 1946

## Память
Именем ученого назван институт Садрона в Страсбурге.